# 1999 VN80
1999 VN80 är en asteroid i huvudbältet som upptäcktes den 4 november 1999 av LINEAR i Socorro County, New Mexico.
Asteroiden har en diameter på ungefär 10 kilometer.